# Дозорцева, Жанна Григорьевна
Жанна Григорьевна Дозорцева (урожд. Ропская; 13 июля 1935, Саратов — 24 марта 2024, Москва) — лектор-музыковед Московской государственной академической филармонии, Заслуженный деятель искусств Российской Федерации (1992), Заслуженный деятель культуры Кыргызской Республики (1993), Заслуженный деятель искусств Азербайджанской ССР (1982). Член Союза композиторов России.

## Биография
Жанна Дозорцева родилась 13 июля 1935 года в Саратове. В 1958 году успешно завершила обучение в Ташкентской Государственной консерватории по специальности музыковедение. С 1958 по 1959 годы трудовую деятельность осуществляла на Всесоюзном радио, с 1959 по 1961 годы работала педагогом в детской музыкальной школе. С 1961 года и до своей смерти работала лектором-музыковедом Московской государственной академической филармонии.
Жанна Григорьевна проводила в столице большую просветительскую работу среди молодёжи и юношества. Она организатор многих концертов абонементных циклов — «Музыкальные вечера для юношества» в Колонном зале Дома союзов и «Из залов музея изобразительных искусств имени А. С. Пушкина», которые в 1970-80-х годах транслировались на Центральном телевидении. На протяжении нескольких концертных сезонов популярны её концертная программа «По странам и континентам», которая проводится в Большом зале консерватории, а также программа «Музыка, Живопись, Жизнь» в Концертном зале имени П. И. Чайковского. С 2011 года выступления выкладываются в сети Интернет.
Дозорцева вела активную общественную деятельность. Она вице-президент Международной академии творчества, президент Российской ассоциации лекторов-музыковедов, вице-президент Международного Союза музыкальных деятелей. Являлась художественным руководителем Всероссийского фестиваля имени М. И. Глинки, который проходил в Смоленске, а также фестиваля камерной музыки «Бархатный сезон» в Сочи.
Член Союза композиторов Российской Федерации. Дозорцева являлась автором книг «Советская опера», «Государственный симфонический оркестр СССР». Её увлечение — коллекционирование Гжельского фарфора и деревянных скульптур.
Скончалась 24 марта 2024 года в Москве. Прощание прошло 27 марта в Камерном зале Филармонии.

## Семья
- Родители — Григорий Осипович Ропский (6 марта 1912, Пирятин — ?), участник Великой Отечественной войны (подполковник), в послевоенные годы был начальником Уголовного розыска Узбекской ССР, автор художественных книг из жизни чекистов, и Ревекка Адольфовна Письменная (25 ноября 1911 — ?), экономист.
- Муж — Виктор Абрамович Дозорцев, доктор юридических наук, профессор.
  - Дочь — Марина Викторовна Дозорцева (род. 17 января 1960).

## Звания и награды
- Орден Почёта (26 мая 2005 года) — за заслуги в области культуры и искусства, многолетнюю плодотворную деятельность[8]
- Орден Дружбы (2 мая 1996 года) — за заслуги перед государством, многолетнюю плодотворную деятельность в области культуры и искусства[9]
- Медаль ордена «За заслуги перед Отечеством» II степени (23 ноября 2020 года) — за большой вклад в развитие отечественной культуры и искусства, многолетнюю плодотворную деятельность[10]
- Заслуженный деятель искусств Российской Федерации (6 апреля 1992 года) — за заслуги в области искусства[11].
- Заслуженный деятель культуры Кыргызской Республики (9 июня 1993 года) — за большой вклад в развитие и пропаганду музыкального искусства, подготовку и воспитание творческой молодёжи[12].
- Заслуженный деятель искусств Азербайджанской ССР (30 июня 1982 года) — за заслуги в популяризации советской музыки и активное участие в концертных программах Азербайджанского государственного симфонического оркестра имени Узеира Гаджибекова
- Благодарность Президента Российской Федерации (12 декабря 2010 года) — за заслуги в области культуры и многолетнюю плодотворную работу[13].
- Заслуженный деятель искусств республики Северная Осетия — Алания.
- Лауреат премии Правительства Москвы.
- Премия имени Гейдара Алиева (2015 год, Всероссийский азербайджанский конгресс)[14].